# Lợn gầy

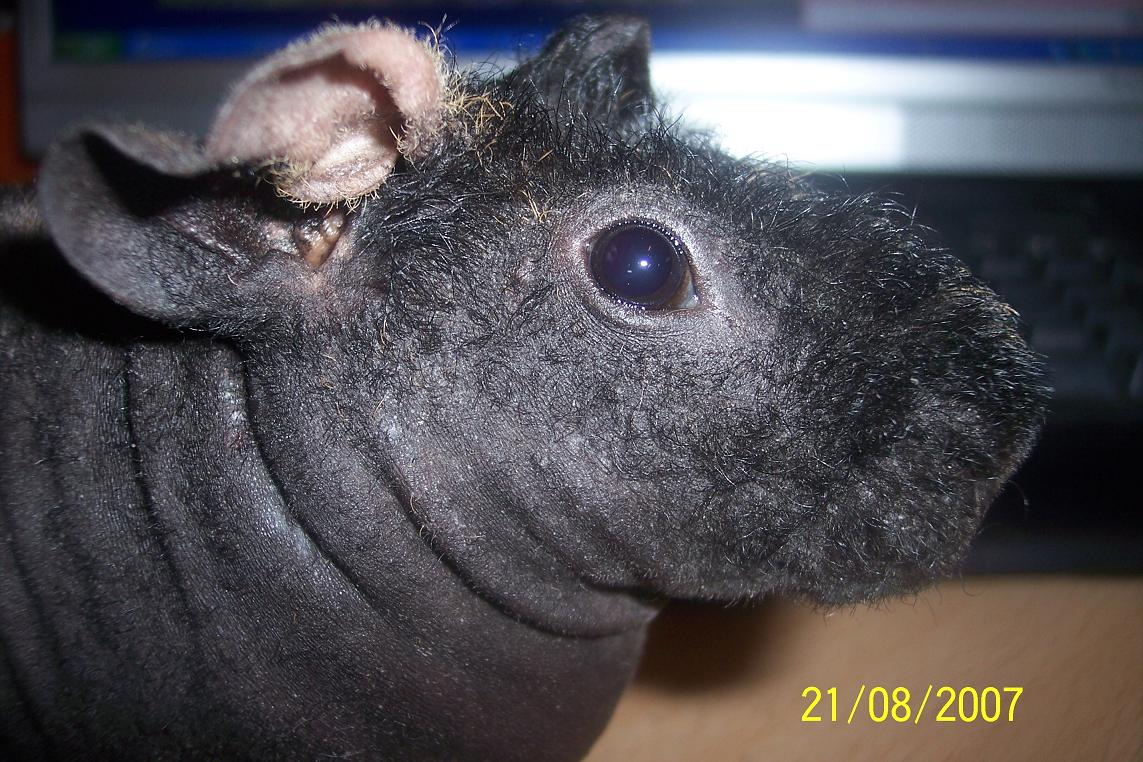
Một con lợn gầy

Lợn gầy hay heo gầy (tên tiếng Anh: Skinny Pig) là một giống chuột lang nhà, loài này là sản phẩm lai tạo giữa chuột lang và sinh vật không có lông của các nhà khoa học ở viện Armand Frappier Montreal, Canada vào năm 1978.

## Đặc điểm
Loài động vật này có kích thước nhỏ bé chỉ vừa lòng bàn tay người, lợn gầy có nhiều màu sắc như trắng, đen, hồng hay màu loang nhưng điều đặc biệt là chúng không có lông trên cơ thể. Một con lợn gầy khỏe mạnh sẽ có lớp da trơn tru, không lông cùng một số nếp nhăn xung quanh tứ chi và vùng cổ. Chúng có màu sắc khá đa dạng, từ đơn sắc, đen, hồng hay màu loang
Nhiều người bị dị ứng với lông động vật đã chọn lợn gầy làm thú cưng bởi chúng có hình dáng kỳ lạ và chỉ có một chút lông ở mõm và chân. Loài động vật này được giới thiệu tại trung tâm nhân giống South Downs ở Hassocks gần Brighton, West Sussex, nước Anh sau dịp giáng sinh 2013. Thế nhưng chúng đã gây ra một cơn sốt lớn. Hiện chúng được rao bán với giá 120 bảng (gần 4 triệu đồng)/con. Loài động vật bé nhỏ, không có lông này hiện đang gây sốt ở nước Anh.